# Rolf Uesseler
Rolf Uesseler (* 1943 in Dortmund; † 20. Juni 2012 in Rom) war ein deutscher Essayist und Aktivist.
Neben seiner Arbeit als Journalist und Schriftsteller hat er sich dadurch verdient gemacht, seine Forschungen über die Erosion der staatlichen Macht zu dokumentieren, insbesondere im Bereich der militärischen Dienste.

## Lebenslauf
Rolf Uesseler studierte Wirtschaftswissenschaften, Psychologie und Journalismus. Seit 1979 arbeitete er als unabhängiger Forscher und Journalist in Rom, wo er über mehr als ein Jahrzehnt in der italienischen Anti-Mafia-Bewegung aktiv war. Seine Hauptarbeitsgebiete waren die illegalen Trends der Weltwirtschaft, die organisierte Kriminalität und die informelle Wirtschaft, die Privatisierungen, der Prozess der Entdemokratisierung und die Verbindungen zwischen Mafia und Staat in Italien. Als Wirtschaftswissenschaftler entwickelte er Werkzeuge zur Analyse von Geldwäsche und illegalem Geldtransfer. Er publizierte zahlreiche Artikel in deutschen und italienischen Zeitschriften und mehrere Bücher.
Uesseler verstarb am 20. Juni 2012 in Rom an den Folgen einer Krebserkrankung.

## Publikationen
- Italien.Ein politisches Reisebuch. mit Esther Koppel, VSA-Verlag, 1986; ISBN 3-87975-336-9
- Mafia.Mythos, Macht, Moral. Mit Fotos von Tano d’Amico, Dietz Verlag, 1987; ISBN 3-8012-3022-8
- Herausforderung Mafia.Strategien gegen organisierte Kriminalität. 1993, ISBN 3-8012-0192-9
- Die Achtundsechziger. Heyne Verlag, 1998, ISBN 3-453-13185-1
- Krieg als Dienstleistung.Private Militärfirmen zerstören die Demokratie. 2006, Ch. Links Verlag 3., aktual. und erw. Neuauflage (11. April 2008); ISBN 3-86153-385-5, ISBN 3-86153-484-3